# أبوسوم أسود الكتف
أبوسوم أسود الكتف (الاسم العلمي: Caluromysiops irrupta)، هو نوع من الأبوسوم يتواجد في بوليفيا والبرازيل وكولومبيا وبيرو .